# Новый Путь (Курская область)
Новый Путь — посёлок в Глушковском районе Курской области. Входит в состав Веселовского сельсовета.

## География
Посёлок находится в 0,5 км от российско-украинской границы, в 126 км к юго-западу от Курска, в 11,5 км к юго-западу от районного центра — посёлка городского типа Глушково, в 3,5 км от центра сельсовета — села Веселое.
Климат
Новый Путь, как и весь район, расположен в поясе умеренно континентального климата с тёплым летом и относительно тёплой зимой (Dfb в классификации Кёппена).
Часовой пояс
Посёлок Новый Путь, как и вся Курская область, находится в часовой зоне МСК (московское время). Смещение применяемого времени относительно UTC составляет +3:00.

## Население
| 2002 | 2010 |
| ---- | ---- |
| 22   | ↘5   |

## Инфраструктура
Личное подсобное хозяйство.

## Транспорт
Новый Путь находится в 13,5 км от автодороги регионального значения 38К-040 (Хомутовка — Рыльск — Глушково — Тёткино — граница с Украиной), в 0,2 км от автодороги межмуниципального значения 38Н-052 (Глушково — Веселое — Тёткино), в 0,3 км от ближайшего ж/д остановочного пункта 322 км (линия 322 км — Льгов I).
В 160 км от аэропорта имени В. Г. Шухова (недалеко от Белгорода).